# Опланчук, Владимир Яковлевич
Владимир Яковлевич Опланчук (13.02.1919 — 19.08.1991) — директор Ленинабадского горнохимического комбината Министерства среднего машиностроения СССР.

## Биография
Родился 13 февраля 1919 года в городе Владивосток в семье рабочих. Трудовую деятельность начал в 1934 году, пятнадцатилетним подростком. Был учеником слесаря в депо Кангауз Уссурийской железной дороги. В конце июня 1941 года он окончил Томский индустриальный институт имени С. М. Кирова (ныне ТПУ) и получил диплом инженера.
В июле 1941 года был призван в Красную Армию Томским горвоенкоматом. С февраля 1942 года воевал в инженерных частях на Волховском и Ленинградском фронтах. Стал офицером, в 1943 году вступил в ВКП/КПСС. В 1946 году уволен в запас в звании майора.
Участвовал в восстановлении Донбасса, строительстве предприятий Кузбасса. С 1949 по 1956 г. работал в советско-германском смешанном акционерном обществе «Висмут» на территории ГДР главным инженером шахты № 1 Объекта 1, затем начальником шахты, главным инженером, начальником предприятия. Тогда «Висмут» был для Советского Союза основным источником урановой руды.
В 1956 году возвратился в СССР, около года проработал в Министерстве среднего машиностроения, но кабинетная работа ему не нравилась. Обратился с просьбой о новом назначении к министру Е. П. Славскому.
Вскоре получил распоряжение возглавить рудоуправление № 2 комбината № 6 Министерства среднего машиностроения в Таджикистане, где добывались уран и флюорит. На этом посту пробыл пять лет, и за этот период производительность труда на предприятии увеличилась на 70 %.
В 1960 году был назначен директором всего комбината, с 1967 года получившего название Ленинабадского горно-химического комбината. В этой должности он проявил себя умелым и энергичным руководителем многотысячного коллектива, знающим специалистом, смелым новатором.
Деятельность комбината охватывала несколько направлений, и развитию главных из них — горного и химического. За десять лет производительность труда на комбинате увеличилась в 1,7 раза, и это при возрастании сложности и объёмов выполняемых работ. Одним из ответственных заданий были горные и строительно-монтажные работы на Семипалатинском ядерном полигоне. Сложные задачи создание буквально на пустом месте в короткие сроки мощной производственной базыбыли успешно решены во многом благодаря вкладу талантливого инженера и организатора В. Я. Опланчука.
В 1963 году комбинату был передан плавикошпатовый комбинат, который за короткий срок из убыточного предприятия превратился в высокорентабельное. Его продукция полностью обеспечивала потребности Минсредмаша, значительная её часть поставлялась в другие отрасли народного хозяйства. На комбинате впервые в мировой практике были реализованы противопылевые и противорадоновые производственные методики, которые затем с успехом использовались на многих предприятиях Советского Союза и стран социалистического лагеря. Впервые в отечественной гидрометаллургии были внедрены технологические схемы непрерывной сорбции металла из растворов, осуществлена экстракционная схема доводки продукции до высокой степени чистоты.

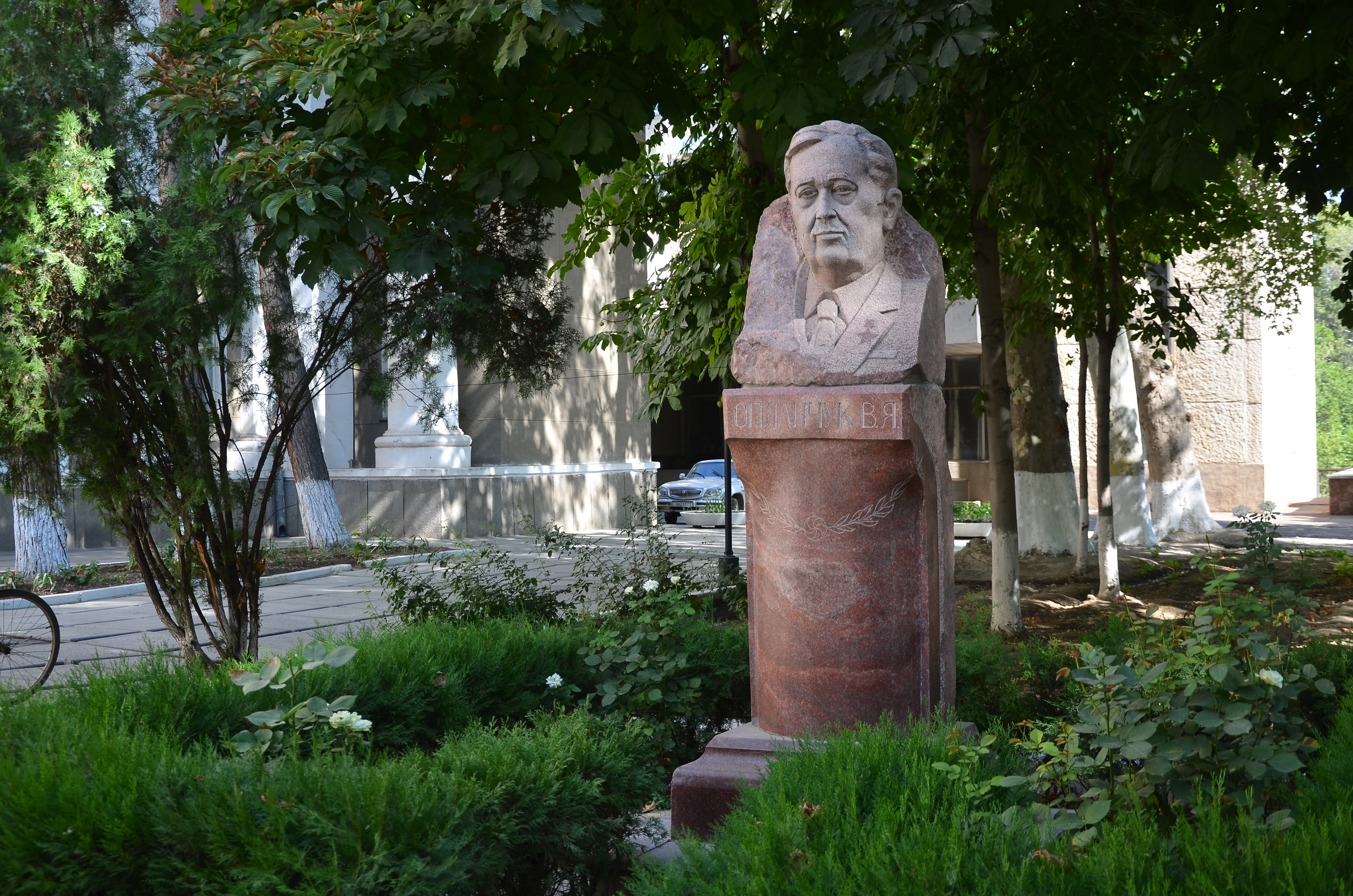
Бюст Опланчуку В. Я., установленный в городе Бустон (Чкаловск) около управления комбинатом

С 1967 года на комбинате успешно осуществляется принципиально новый способ извлечения металла из недр Земли методом подземного выщелачивания. Такое решение позволяло коренным образом изменить технологию получения металла, исключить тяжелый шахтерский труд под землей, повысить эффективность производства в 2-2.5 раза. За эту работу в составе творческого коллектива был удостоен Государственной премии.
Указом Президиума Верховного Совета СССР от 10 ноября 1970 года за выдающиеся заслуги в выполнении специального задания Правительства СССР Опланчуку Владимиру Яковлевичу присвоено звание Героя Социалистического Труда с вручением ордена Ленина и золотой медали «Серп и Молот».
Избирался делегатом съездов КПСС, многие годы был депутатом Верховных Советов Узбекистана и Таджикистана, членом ЦК компартий этих республик.
Жил и работал в городе Чкаловск Согдийской области Республики Таджикистан. Скончался 19 августа 1991 года. Похоронен на кладбище города Чкаловск.
Награждён орденами Ленина, Октябрьской Революции, Трудового Красного Знамени, «Знак Почёта», Отечественной войны 1-й и 2-й (18.11.1943, двумя орденами Красной Звезды, медалями.
В городе Чкаловск перед зданием Управления комбината был установлен бюст. Его именем названа улица в Чкаловске.
За особые заслуги в строительстве и становлении города Чкаловска В. Я. Опланчуку в 2005 году решением председателя города было присвоено посмертно звание «Почетный гражданин города Чкаловска».